# 北京市語言文字工作委員會
北京市语言文字工作委员会，簡稱北京市語委，曾是主管北京市的語言文字工作机构。201０年，北京市语委主任、副市长黄卫。2018年主任贺宏志。目前则作为北京市教育委员会的加挂牌子。